# Doniphan (Nebraska)
Doniphan es una villa ubicada en el condado de Hall en el estado estadounidense de Nebraska. En el Censo de 2010 tenía una población de 829 habitantes y una densidad poblacional de 630,08 personas por km².

## Geografía
Doniphan se encuentra ubicada en las coordenadas 40°46′27″N 98°22′15″O / 40.77417, -98.37083. Según la Oficina del Censo de los Estados Unidos, Doniphan tiene una superficie total de 1.32 km², de la cual 1.32 km² corresponden a tierra firme y (0%) 0 km² es agua.

## Demografía
Según el censo de 2010, había 829 personas residiendo en Doniphan. La densidad de población era de 630,08 hab./km². De los 829 habitantes, Doniphan estaba compuesto por el 95.78% blancos, el 0.12% eran afroamericanos, el 1.09% eran amerindios, el 0% eran asiáticos, el 0% eran isleños del Pacífico, el 2.29% eran de otras razas y el 0.72% pertenecían a dos o más razas. Del total de la población el 4.34% eran hispanos o latinos de cualquier raza.